# Зеленівка (селище)
Зеленівка — селище в Україні, у Херсонській міській громаді Херсонського району Херсонської області.

## Історія
12 червня 2020 року, відповідно до Розпорядження Кабінету Міністрів України № 726-р «Про визначення адміністративних центрів та затвердження територій територіальних громад Херсонської області», увійшло до складу Херсонської міської громади.
19 липня 2020 року, в результаті адміністративно-територіальної реформи увійшло до складу новоутвореного Херсонського району.

### Російське вторгнення в Україну (з 2022)
24 лютого 2022 року селище тимчасово окуповане російськими військами під час російсько-української війни.
11 листопада селище було звільнено Збройними силами України в ході контрнаступу в Херсонській області.
Ввечері 17 травня 2023 року російські війська обстріляли селище, вдарили по продуктовому магазину, внаслідок чого 3 людини загинуло, ще дві — поранені.

## Населення

### Мовний склад
Рідна мова населення за даними перепису 2001 року:
| Мова            | Кількість | Відсоток |
| --------------- | --------- | -------- |
| українська      | 4928      | 86.37%   |
| російська       | 744       | 13.04%   |
| білоруська      | 9         | 0.16%    |
| румунська       | 2         | 0.03%    |
| вірменська      | 1         | 0.02%    |
| німецька        | 1         | 0.02%    |
| інші/не вказали | 21        | 0.36%    |
| Усього          | 5706      | 100%     |

## Вулиці Зеленівки
В Зеленівці існують такі вулиці: 
- вул. Аграрна
- вул. Василя Стуса
- вул. Григорія Сковороди
- вул. Затишна
- вул. Злагоди
- вул. Івана Мазепи
- вул. Івана Франка
- вул. Карпенка-Карого
- вул. Козацька
- вул. Леоніда Глібова
- вул. Лесі Українки
- вул. Мальовнича
- вул. Миколи Лисенка
- вул. Олеся Гончара
- вул. Петра Дорошенка
- вул. Привітна
- вул. Радісна
- вул. Сагайдачного
- вул. Скіфська
- вул. Солідарності
- вул. Тиха
- вул. Українська
- вул. Українського Прапора
- пров. Кооперації

## Економіка
ТОВ "Плодоовочевий комбінат «Херсон»".

## Демографія
За переписом 2001 року: українців 86,37%; росіян 13,04%; інші 0,22%.